# Wangenmatt

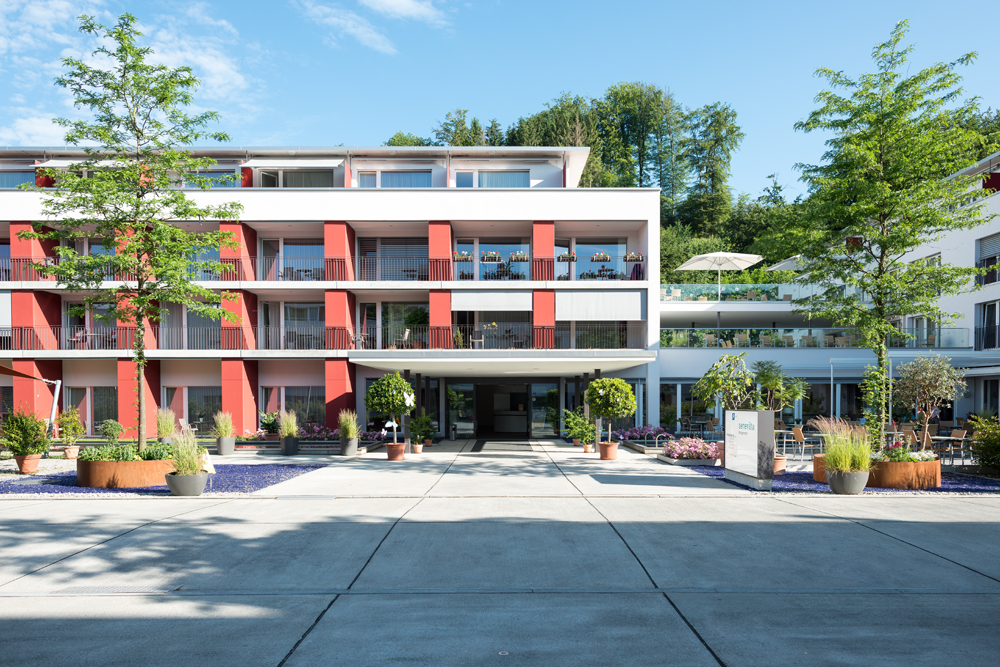
Senevita Wangenmatt

Die Wangenmatt (auch Wangematt) ist ein Quartier der Stadt Bern. Es gehört zu den 2011 bernweit festgelegten 114 gebräuchlichen Quartieren und liegt im Stadtteil VI Bümpliz-Oberbottigen, dort im statistischen Bezirk Bümpliz. Angrenzend sind die Bümplizer Quartiere Kleefeld, Weidmatt und Hohliebe sowie der ebenfalls im statistischen Bezirk 29 liegende Teil von Niederbottigen. Im Südwesten bildet es die Stadtgrenze von Bern zu Niederwangen.
Im Jahr 2022 betrug die Wohnbevölkerung 476 Personen, davon 309 Schweizer und 167 Ausländer.
Die Wangenmatt wird durch die Autobahn A12 geteilt. Die Wohnbebauung findet sich am Stadtbach, der durch das Gebiet fliesst. Darüber hinaus dominiert eine Industriebebauung. Senevita unterhält in der Wangenmatt ein Haus für betreutes Wohnen und Pflege mit 40 Wohnungen und 72 Pflegezimmern.
Die Buslinien 27 und 31 fungieren als Zubringer zu Bahn und Strassenbahn Richtung Zentrum. Mit dem Autobahnanschluss Niederwangen ist das Quartier an die Autobahn A12 des Schweizer Nationalstrassennetzes angeschlossen.